# Jeffrey Lay
Jeffrey Donald Lay (Ottawa, 6 de octubre de 1969) es un deportista canadiense que compitió en remo.
Participó en los Juegos Olímpicos de Atlanta 1996, obteniendo una medalla de plata en la prueba de cuatro sin timonel ligero. Ganó dos medallas en el Campeonato Mundial de Remo, en los años 1993 y 1997.

## Palmarés internacional
| Juegos Olímpicos   | Juegos Olímpicos         | Juegos Olímpicos  | Juegos Olímpicos          |
| Año                | Lugar                    | Medalla           | Prueba                    |
| ------------------ | ------------------------ | ----------------- | ------------------------- |
| 1996               | Atlanta (Estados Unidos) | Medalla de plata  | Cuatro sin timonel ligero |
| Campeonato Mundial |                          |                   |                           |
| Año                | Lugar                    | Medalla           | Prueba                    |
| 1993               | Račice (República Checa) | Medalla de oro    | Ocho con timonel ligero   |
| 1997               | Aiguebelette (Francia)   | Medalla de bronce | Ocho con timonel ligero   |